# Дом културе „Вук Караџић“ Лозница
Дом културе „Вук Караџић” у Лозници је завршен 8. новембра 1937. године. Тог дана Дом је освећен и предат на управљање просветном друштву Караџић. Зграда дома је споменик културе.

## Делатност
Од свог настанка до данас Вуков дом културе је једина зграда ове намене у Лозници. Намена Дома најбоље се види на основу простора који је створен: репрезентативна Вукова народна књижица, Музеј са сталним и повременим поставкама, сала за читаоницу и предавања народног универзитета, велика сала за концерте и позоришне представе, одељење за филмску апартуру. Данас су то просторије КУД „Караџић” и Културно-образовног центра „Вук Караџић”. У Галерији „Мина Караџић” одржавају се ликовне изложбе најспрестижнијих ликовних стваралаца данас.

## Изглед дома
Дом културе „Вук Караџић” је изграђен као објекат специфичне намене, што је резултовало карактеристичном основом на којој се издвајају три целине: спратни улични део је истог облика као и дворишни, који су међусобно спојени издуженим приземним делом у коме је смештена биоскопска сала. Декоративно обрађена улична фасада има симетрично решење: полукружни ризалит носи три портала одвојена међусобно полуобличастим пиластрима у висини целе фасаде, са репрезентативним степеништем испред и полукружним мансардним делом у врху; лево и десно у приземном и спратном делу су груписана по два прозорска отвора сједињена са јединствено решеном декоративном пластиком геометријског порекла. Цела улична фасада је уоквирена јако наглашеним степенастим пиластрима.
Вуков дом има салу од 320 места.
Здање је сачувало своју намену до данас.
Вуков дом културе је зграда под заштитом државе.